# Christina Pernice
Christina Pernice (* 3. Februar 1973 in Bonn) ist eine deutsche Juristin. Sie ist Richterin am Bundesgerichtshof.

## Leben und Wirken
Pernice studierte Rechtswissenschaften an der Universität Saarbrücken, wo sie ihr Erstes Juristisches Staatsexamen ablegte. Anschließend wurde sie mit der gesellschaftsrechtlichen Arbeit Die Insolvenzverschleppung durch das Geschäftsführungsorgan der kleinen Kapitalgesellschaft im deutschen, französischen und englischen Recht zur Dr. iur. promoviert. Nach dem Referendariat und dem Zweiten Staatsexamen trat sie im Dezember 1999 in den Justizdienst des Landes Baden-Württemberg ein. Dort war sie unter anderem am Amtsgericht Pforzheim, der Staatsanwaltschaft Karlsruhe und dem Landgericht Karlsruhe tätig. Abordnungen erfolgten von 2001 bis 2003 an das Staatsministerium Baden-Württemberg und von 2008 bis 2011 als wissenschaftliche Mitarbeiterin an das Bundesverfassungsgericht. Am 13. November 2012 wurde sie zur Richterin am Oberlandesgericht Karlsruhe ernannt. Im März 2017 wurde sie zur Richterin am Bundesgerichtshof gewählt. Im Juni 2018 wurde sie zur Richterin dort ernannt und dem neben allgemeinen Revisionssachen insbesondere für Revisionen in Steuer- und Zollstrafsachen zuständigen 1. Strafsenat zugewiesen. Seit November 2022 gehört sie dem XII. Zivilsenat des Bundesgerichtshofes an.
Pernice ist verheiratet und Mutter von drei Kindern.